# Dicliptera scandens
Dicliptera scandens är en akantusväxtart som beskrevs av Emery Clarence Leonard. Dicliptera scandens ingår i släktet Dicliptera och familjen akantusväxter. Inga underarter finns listade i Catalogue of Life.